# Edward S. Epstein
Pour les articles homonymes, voir Edward Epstein et Epstein.
Edward Selig Epstein, né le 29 avril 1931 à New York et mort le 14 octobre 2008 à Potomac (Maryland), est un météorologue américain, pionnier de l'utilisation des méthodes statistiques dans les prévisions météorologiques et le développement de la prévision d'ensembles.
Dès la fin des années 1960, bien avant la disponibilité des superordinateurs, il développe une première méthode de prédiction stochastique dynamique pour le calcul de l'évolution temporelle de la valeur moyenne, la variance et covariance des variables météorologiques dans les modèles de prévision numérique du temps, afin de tenir compte des erreurs de mesure des données météorologiques et de la résolution des calculs. Par la suite, il s'est toujours intéressé à la prévision probabiliste.

## Biographie

### Jeunesse et études
Edward S. Epstein naît dans l'arrondissement du Bronx à New York, d'une famille russo-hongroise, dans le quartier ouvrier de Highbridge. Son père était un projectionniste de cinéma, avec seulement quatre années d'éducation, et sa mère termina une année avant l'obtention du diplôme d'études secondaires mais les deux inculquèrent l'importance de l'éducation à Edward et sa sœur aînée.
Edward Epstein s'est donc distingué dans ses études dès le plus jeune âge. Diplômé de l’École secondaire du Bronx en science en 1947, il se présente à l'âge de 15 ans à trois prestigieuses universités (Harvard, Université de Chicago et Université de Californie) et fut accepté par toutes. Il choisit finalement Harvard où il étudia grâce à une bourse à partir de 16 ans. En 1951, il obtint son baccalauréat ès sciences en astronomie après avoir débuté en mathématiques, car il privilégiait les mathématiques appliqués. Il étudia ensuite les statistiques à la Graduate School of Business Administration à l'Université Columbia et reçut son MBA en 1953.
À ce moment, la Guerre de Corée faisait rage et au lieu de se soumettre aux aléas la conscription, il décida d'entrer dans la US Air Force comme candidat volontaire à l’école d'officier comme météorologue. Il n'avait jamais entendu parler de ce domaine, mais il a choisi cette spécialisation en raison de son vif intérêt pour la science. Il fut envoyé à l'université d'État de Pennsylvanie pour sa formation obtint une maîtrise ès sciences en 1954.
Après le cours, il fut affecté à la base aérienne de Lackland Air Force au Texas où il fut affecté à la recherche au Air Force Cambridge Research Center. Il fut muté ensuite à Flagstaff, en Arizona, pour déterminer la distribution verticale de l'ozone atmosphérique. Son papier « A New Method for Determining the Vertical Distribution of Ozone from a Ground Station » (Une nouvelle méthode pour mesurer la distribution verticale de l'ozone depuis le sol) le fit connaître comme chercheur et conduisit à une offre de l'université d'État de Pennsylvanie. Il termina son service militaire en 1957 puis travailla à l'université d'État de l'Arizona et ensuite poursuivit son doctorat à l'université d'État de Pennsylvanie qu'il compléta en 1960,. Il publia aussi deux documents en 1959 à propos de l'analyse du spectre de puissance de l'ozone et sur les vitesses verticales dans la basse stratosphère.

### Carrière

#### Université du Michigan
De 1960 à 1973, Edward Epstein travailla à l'Université du Michigan, d'abord comme professeur et chercheur associé en météorologie, puis comme professeur adjoint (1961-1963), professeur associé (1963-1968) et finalement professeur (1968-1973),. De 1962 à 1964, Epstein fut aussi consultant scientifique pour le secrétaire adjoint au Commerce pour la science et la technologie, en mettant l'accent sur les programmes météorologiques internationaux.
Pendant ses années au Michigan, Epstein a publié de nombreux articles sur la probabilité de prévision, le contrôle de la qualité des données et l'utilité des prévisions, certains d'entre eux écrit avec Allan Murphy. En 1962, Epstein publia un article dans le Journal of Applied Meteorology intitulé « A Bayesian Approach to Decision Making in Applied Meteorology » (Approche bayésienne pour la prise de décision en météorologie appliquée), la première utilisation formelle du théorème de Bayes en météorologie. Dans un autre article, il utilisa le théorème pour le contrôle de la qualité des prévisions de probabilité. Le document d'Epstein et Murphy « A Note on Probability Forecasts and Hedging » (Une note sur les prévisions probabilistes), publié dans le Journal of Applied Meteorology en 1967, introduisit la notion de probabilité de l'évolution des prévisions des systèmes météorologiques.
Au cours de ces années, le programme de la météorologie, issu originellement du département de génie civil, est devenu par étapes le département des sciences de l'atmosphère, de l'océan et de l'espace. Epstein joua un rôle crucial dans ce développement, et fut nommé directeur du département en 1971. À ce titre, il élargit son champ d'application aux études de l'aéronomie et aux atmosphères planétaires. Il fut également membre du Comité permanent du Collège et du Comité des politiques de la recherche universitaire.

#### Séjour à Stockholm
Edward Epstein passa l'année académique 1968-1969 à l'Université de Stockholm comme chercheur-visiteur. De ses travaux, il émit une nouvelle notion, la prévision stochastique dynamique, dans un article paru dans la revue Tellus en 1969,. Le document visait à démontrer comment le processus stochastique peut être utilisé pour évaluer la valeur des données nouvelles ou améliorées en tenant compte de leur influence sur la diminution de l'incertitude de la prévision. Le concept était tellement révolutionnaire que les ressources humaines et informatiques n'étaient pas encore en mesure de l'utiliser pleinement. De retour au Michigan, Epstein poursuivit sur ce sujet et publia plusieurs articles connexes en collaboration avec deux de ses étudiants, Rex Fleming et Eric Pichet.
Il publia un autre important article en 1969 sur le rôle des incertitudes initiales dans les prévisions dans le Journal of Applied Meteorology (« The Role of Initial Uncertainties in Predictions »). Dans cet article, Epstein prit un ensemble de prévisions différentes tiré des mêmes équations prédictives mais en utilisant des conditions initiales légèrement différentes. Bien qu'il ne fut pas le premier à étudier ce problème et à utiliser le terme « ensemble », il joua un rôle de pionnier dans le domaine de ce qui se nomme aujourd'hui la prévision d'ensembles.

#### Années à la NOAA
En 1973, Epstein fut nommé Administrateur associé pour la surveillance de l'environnement et aux prévisions de la National Oceanic and Atmospheric Administration (NOAA), l'agence du département du Commerce des États-Unis nouvellement créée. Il participa à plusieurs dossiers de coopération internationaux comme le GARP sur l'Atlantique tropical et la veille météorologique mondiale.
En 1978, le directeur de la NOAA annonce la création d'un programme national sur le climat et nomme Epstein, qui avait participé à cette création, au poste de directeur du National Climate Program Office. En 1981, le Dr Epstein est nommé chef du Laboratoire des sciences du climat et de la Terre, puis en 1983, il est nommé directeur scientifique du Climate Analysis Center (maintenant le Climate Prediction Center) du National Weather Service où il put reprendre ses recherches. C'est là qu'il a publié sa monographie « Statistical Inference and Prediction in Climatology: A Bayesian Approach » (Inférence statistique et prévision en climatologie: une approche bayésienne) qui est devenu un ouvrage de référence sur le sujet et autre travail important publié au cours de cette période fut le Rapport technique de la NOAA intitulé « A Precipitation Climatology of 5-Day Periods » (Une climatologie des précipitations de périodes de 5 jours) de 1988,.
Epstein a continué à publier plusieurs autres documents dans le nouveau Journal of Climate et dans le Monthly Weather Review de l'American Meteorological Society (AMS), dont un sur le nombre optimal d'harmoniques pour représenter les valeurs normales du climat, un autre sur l'obtention de valeurs climatologiques de moyennes mensuelles et les prévisions météorologiques à long terme,. Epstein publia aussi un certain nombre d'articles de recherche pour des notes internes du Centre météorologique national, pour des ateliers et des conférences de l'AMS. Ces documents étaient surtout sur l'élimination des erreurs systématiques dans les modèles de prévision numérique du temps pour étendre leur fiabilité entre 6 et 10 jours et sur le développement de nouvelles techniques statistiques telles que la méthode du pronostic imparfait et des filtres de Kalman.
Par ailleurs, dans un article paru dans The Christian Science Monitor le 25 janvier 1985, Epstein et deux collègues de la NOAA, Thomas R. Karl et Robert E. Livezey, parlent de la possibilité que le climat soit en train de changer à la suite de l'étude des données climatologique de la dernière décennie montrant une fréquence anormalement élevée d'hivers extrêmes entre 1975 et 1983.

### Retraite
Edward Epstein prit sa retraite de la NOAA en 1993 et se rejoignit Allan Murphy pour mettre sur pied une firme conseil en météorologie d'une entreprise, Prediction and Evaluation Systems, étant inscrit comme  un conseil météorologiste certifié à l'AMS. Il a commencé à souffrir de la maladie de Parkinson dès 1973, mais l'évolution fut lente de telle façon qu'il est resté actif presque jusqu'à sa mort le 14 octobre 2008 à Potomac, Maryland,. Il a laissé dans le deuil son épouse, Alice, quatre enfants, Debra, Harry, Nancy, et huit petits-enfants.

## Affiliations et reconnaissance
Epstein fut un Fellow de l'American Meteorological Society, président de son Comité des statistiques météorologiques de 1967 à 1969 et un conseiller de l'AMS de 1974 à 1977. Il était également membre de l'Union américaine de géophysique, de la Société américaine de statistique et de la Royal Meteorological Society. Il fut élu Fellow de l'Association américaine pour l'avancement des sciences en 1978.
Il fut également impliqué dans la publication scientifique en tant que rédacteur en chef du Journal of Applied Meteorology (1971-1973), rédacteur en chef adjoint du Journal of Geophysical Research, rédacteur en chef adjoint du Journal of Climate (1988-1994).
Il participa finalement à plusieurs instances nationales comme administrateur de l'UCAR et président de son Comité du budget et du programme, ainsi qu'aux comités de la National Science Foundation et de l'Académie nationale des sciences/Académie nationale d'ingénierie des États-Unis.
En 1992, il reçut la Médaille de contribution exceptionnelle par l'International Meetings on Statistical Climatology (1992). L'AMS a aussi tenu un symposium Edward S. Epstein à sa réunion annuelle de 2014 consacré à ses contributions, ainsi qu'aux recherches en statistiques et en prévision météorologique qui en découlent maintenant.